# Сильвер, Рон
Рон Сильвер (англ. Ron Silver; 2 июля 1946[…], Манхэттен, Нью-Йорк — 15 марта 2009[…], Манхэттен, Нью-Йорк) — американский актёр.

## Биография
Рональд Артур Сильвер родился 2 июля 1946 года на Нижнем Ист-Сайде Нью-Йорка в семье еврейских иммигрантов из Восточной Европы. Отец — продавец одежды Ирвин Рой Сильвер, мать — учительница Мэй Цимельман. Окончил среднюю школу Стайвезант. Выпускник Государственного университета Нью-Йорка в Буффало. Получил степень магистра в области истории Китая в Университете Святого Иоанна, а также изучал драматическое искусство в студии Герберта Бергхофа и актёрской студии.
С 1975 по 1997 год был женат на Линн Миллер. От этого брака у него двое детей — сын Адам (род. 1979) и дочь Александра (род. 1983).
Дебютировал на телевидении в 1974 году. Играл в театре. За свою кинокарьеру снялся в 85 фильмах и телесериалах.
Умер 15 марта 2009 года в Нью-Йорке от рака пищевода. Похоронен на кладбище Уэстчестер-Хиллз в Гастингсе-на-Гудзоне (штат Нью-Йорк).

## Избранная фильмография
| Год       |    | Русское название        | Оригинальное название | Роль                     |
| --------- | -- | ----------------------- | --------------------- | ------------------------ |
| 1975—1978 | с  | Рода                    | Rhoda                 | Гэри Леви / Сонни Майклз |
| 1982      | ф  | Существо                | The Entity            | Фил Снейдерман           |
| 1982      | ф  | Безмолвный гнев         | Silent Rage           | доктор Том Холман        |
| 1983      | ф  | Силквуд                 | Silkwood              | Пол Стоун                |
| 1984      | ф  | Роман с камнем          | Romancing the Stone   | продавец №2              |
| 1984      | ф  | Гарбо рассказывает      | Garbo Talks           | Гилберт Рольф            |
| 1988—1989 | с  | Умник                   | Wiseguy               | Дэвид Штернберг          |
| 1989      | ф  | Враги. История любви    | Enemies. A Love Story | Герман Бродер            |
| 1990      | ф  | Голубая сталь           | Blue Steel            | Юджин Хант               |
| 1990      | ф  | Изнанка судьбы          | Reversal Of Fortune   | профессор Алан Дершовиц  |
| 1992      | ф  | Провод под током        | Live Wire             | Фрэнк Треверес           |
| 1992      | ф  | Мистер субботний вечер  | Mr. Saturday Night    | Ларри Мейерсон           |
| 1994      | ф  | Патруль времени         | Timecop               | сенатор Арон МакКомб     |
| 1996      | в  | Смертельный захват      | Deadly Outbreak       | полковник Бэрон          |
| 1996      | ф  | Прибытие                | The Arrival           | Фил Гордиан              |
| 1996—1997 | с  | Надежда Чикаго          | Chicago Hope          | Томми Уилметт            |
| 1998—1999 | с  | Салон Вероники          | Veronica's Closet     | Алек Билсон              |
| 2000      | тф | Затяжной прыжок         | Cutaway               | лейтенант Брайан Мэргейт |
| 2000      | тф | Американская трагедия   | American Tragedy      | Роберт Шапиро            |
| 2001      | ф  | Али                     | Ali                   | Анджело Данди            |
| 2001—2006 | с  | Западное крыло          | The West Wing         | Бруно Джианелли          |
| 2004      | ф  | Джек                    | Jack                  | Пол                      |
| 2006      | ф  | Признайте меня виновным | Find Me Guilty        | судья Файнстайн          |
| 2007      | ф  | Десять заповедей        | The Ten               | Филдинг Барнс            |

## Награды и номинации
| Год  | Награда                      | Категория                                                   | Работа              | Результат |
| ---- | ---------------------------- | ----------------------------------------------------------- | ------------------- | --------- |
| 1988 | Тони                         | Лучшая мужская роль в пьесе                                 | Пошевеливайся       | Победа    |
| 1988 | Драма Деск                   | Лучшая мужская роль в пьесе                                 | Пошевеливайся       | Победа    |
| 1988 | Прайм-таймовая премия «Эмми» | Лучшая мужская роль второго плана в мини-сериале или фильме | Клуб миллионеров    | Номинация |
| 1997 | Джемини                      | Лучший актёр в главной роли в драматической программе       | Киссинджер и Никсон | Номинация |
| 2002 | Прайм-таймовая премия «Эмми» | Лучший приглашённый актёр в драматическом телесериале       | Западное крыло      | Номинация |
| 2005 | Дневная премия «Эмми»        | Лучший актёр в детской, молодежной или семейной программе   | Джек                | Номинация |